# Papaíto Piernas Largas
Papaíto Piernas Largas o Papá Piernas Largas es una novela epistolar de Jean Webster publicada en 1912. El libro consta de dos capítulos, titulados Miércoles Negro y Cartas de la señorita Jerusha Abbott al Señor Papaíto Piernas Largas.

## Argumento
Jerusha Abbott era una joven de 17 años que había vivido toda su vida en el Hogar John Grier, un orfanato muy anticuado. Era la mayor de todos los huérfanos y, a pesar de que debería haberse marchado de allí al cumplir los 16, había conseguido permiso para quedarse gracias a su arduo trabajo, ocupándose de los niños más pequeños y de infinitos quehaceres.
Un “miércoles negro” (así llamaba Jerusha a los primeros miércoles de cada mes, cuando los adinerados síndicos que mantenían económicamente al orfanato venían de visita), al finalizar el día, la directora del Hogar pidió hablar con Jerusha. En su camino hacia la oficina, la protagonista pudo ver la sombra de uno de los síndicos, que ya estaba a punto de marcharse. En su sombra, las piernas se proyectaban tan largas que ella pensó que se trataba de un verdadero “Papaíto Piernas Largas” (Daddy Long-Legs), nombre común en inglés para ciertas arañas de patas largas.
Ya en la oficina, Jerusha recibió la noticia: el síndico que acababa de ver había decidido enviarla a la universidad para que se convirtiera en escritora, tras leer una historia escrita por ella que narraba, en tono humorístico y un tanto desvergonzado, los acontecimientos que se repetían cada “miércoles negro”. Él costearía los estudios y le brindaría una importante mensualidad, pidiendo a cambio únicamente una carta mensual de Jerusha, donde contara sus progresos en los estudios y sus actividades cotidianas. El desconocido síndico pidió que Jerusha lo llamara siempre John Smith, que no se le revelara su verdadero nombre y, además, advirtió que no respondería a ninguna de las cartas.
El resto del libro presenta todas las cartas escritas por “Judy”, como ella decide llamarse casi al comenzar el capítulo 2. En ellas se aprecia el crecimiento intelectual, social y personal de la joven durante los cuatro años que dura su formación académica.